# Libro genealogico
Il libro genealogico o registro genealogico, conosciuto anche col termine inglese di studbook, è un registro di censimento degli animali appartenenti a una certa specie, sottospecie o razza, e di cui i genitori sono noti. Esistono libri genealogici per quasi tutte le razze di specie domestiche: bovini, ovini, suini, equini (qui si parla più propriamente di Studbook), canini, ecc.
Un animale iscritto sul registro possiede un suo proprio codice d'identificazione, costituente la prova della sua appartenenza alla razza, è il cosiddetto pedigree. Gli animali vengono generalmente registrati dagli allevatori quando sono ancora giovani.

## Storia
Dai tempi antichi, esistevano testi che mettevano in rilievo le qualità degli animali provenienti da una regione particolare. Giulio Cesare menzionava i cavalli della Camargue, il cavallo Boulonnais e lo Shire; i buoi del Limousine o del Charolaise erano noti per la loro forza; le mute di cani di alcuni principi erano celebri.
Nel XVIII° secolo, gli allevatori inglesi ansiosi di promuovere i loro allevamenti, crearono nuove razze. L'herd-book diventerà un registro in grado di dimostrare l'origine genetica di un individuo e quindi migliorare la sua qualità come riproduttore.
La moda è lanciata. Nasceranno molti libri genealogici, molti dei quali saranno abbandonati in quanto alcune razze hanno dimostrato una bassa redditività.
Oltre che per le razze "produttive", sono stati aggiunti negli ultimi decenni razze esteticamente interessanti e alla moda. Gli animali vengono selezionati con criteri di dimensione (razze nane) o di bellezza (razze ornamentali). Inizialmente questo processo ha avuto luogo per cani e gatti, oggi ci sono le mucche, galline e perfino maiali selezionati per l'estetica.
Negli ultimi anni, in Europa, non è stata creata quasi nessuna nuova razza bovina o ovina. Alcuni allevatori praticano incroci migliorativi nelle loro aziende, ma i nuovi individui non hanno lo scopo di creare una nuova razza.
Sugli altri continenti, invece, la creazione di nuove razze è in piena espansione.

## Tipi di registri genealogici

### Chiuso
In un registro genealogico chiuso, i genitori devono essere registrati nel medesimo resgistro in cui si intende registrare il figlio, o in un altro registro riconosciuto. Gli animali accettati nel registro prima della sua "chiusura" sono conosciuti come i "capostipiti". In seguito, tutti gli animali registrati nel registro sono discendenti dei capostipiti.

### Aperto
In un registro aperto, gli animali possono essere registrati anche se i loro genitori non fanno a loro volta parte di un registro di allevamento. Questo permette agli allevatori di rafforzare alcune linee, aggiungendo individui selezionati per particolari caratteristiche (colore, aspetto, forza).

### Appendice
Alcuni registri aperti o parzialmente aperti, possono consentire che gli animali che hanno alcune, ma non tutte le caratteristiche necessarie per la registrazione, possano essere inseriti in un sistema di registrazione preliminare, spesso chiamato "appendice". Il più noto è quello dell'American Quarter Horse Association, che permette ai puledri nati da incroci Quarter Horse / purosangue di essere registrati.

## Animali interessati

### Animali domestici
Esistono libri genealogici per numerose specie animali, ad esempio cani, gatti o cavalli. Questi studbook servono principalmente per conservare delle linee di sangue pure o per la selezione di caratteristiche particolari.

### Animali selvatici
L'European Association of Zoos and Aquaria (EAZA) mantiene dei registri genealogici per il Programma europeo per le specie minacciate per seguire le specie selvatiche in cattività mostrate al pubblico. Questi registri servono principalmente per l'Allevamento conservativo delle specie scomparse o in via di estinzione allo stato selvaggio.

## Caratteristiche

### Creazione di un libro genealogico
Prima della creazione del registro, gli allevatori devono descrivere gli individui della loro razza. La tipologia della razza viene quindi definita tramite criteri morfologici, il colore, le attitudini fisiche o di produzione.
Gli individui che pretendono di entrare nel registro devono non soltanto presentare le caratteristiche della razza, ma anche dimostrare di essere in grado di mantenerle nel tempo su più generazioni.
Dopo qualche tempo d'osservazione, gli animali devianti sono eliminati e gli individui più rapprésentativi possono entrare a far parte del registro.

### Mantenimento della razza
Per mantenere la stabilità della razza senza rischi di consanguineità, è necessario mantenere la popolazione al di sopra di una certa soglia, circa un migliaio d'individui.
Alcuni paesi che non possono sostenere questa popolazione, mantengono un numero minore di individui, ma detengono un gran numero di dosi di sperma congelato o di embrioni. È quindi possibile coinvolgere un maschio morto da lungo tempo per rigenerare la razza.
Questa tecnica è spesso utilizzata per gestire la consanguineità nelle popolazioni di animali selvaggi, in cui il numero di esemplari si è ridotto.
Studi sul genoma della specie sono stati intrapresi per determinare i collegamenti fra le razze e tracciare un albero genealogico di questi ultimi. Questo lavoro permetterà anche di creare nuove razze, sapendo che l'interesse d'incrociare due razze è tanto maggiore quanto più queste sono geneticamente lontane.